# Blancpain Endurance Series 2012
Die Blancpain Endurance Series 2012 war die zweite Saison der Blancpain Endurance Series. Die von der SRO Motorsports Group ausgetragene Serie bestand 2012 aus sechs Rennwochenenden. Der Saisonhöhepunkt war das 24-Stunden-Rennen von Spa-Francorchamps, welches ebenfalls in die Wertung der Meisterschaft einging.

## Starterfeld
Folgende Fahrer und Teams sind in der Saison gestartet:

### GT3-Pro-Starterfeld
| Team                    | Fahrzeug                     | Nr. | Fahrer                | Rennwochenende |
| ----------------------- | ---------------------------- | --- | --------------------- | -------------- |
| Belgian Audi Club WRT   | Audi R8 LMS ultra            | 1   | Stéphane Ortelli      | alle           |
| Belgian Audi Club WRT   | Audi R8 LMS ultra            | 1   | Christopher Mies      | alle           |
| Belgian Audi Club WRT   | Audi R8 LMS ultra            | 1   | Christopher Haase     | alle           |
| Belgian Audi Club WRT   | Audi R8 LMS ultra            | 2   | Laurens Vanthoor      | alle           |
| Belgian Audi Club WRT   | Audi R8 LMS ultra            | 2   | Edward Sandström      | alle           |
| Belgian Audi Club WRT   | Audi R8 LMS ultra            | 2   | Marco Bonanomi        | 1, 3–6         |
| Belgian Audi Club WRT   | Audi R8 LMS ultra            | 2   | Andrea Piccini        | 2              |
| Belgian Audi Club WRT   | Audi R8 LMS ultra            | 6   | Frank Stippler        | 6              |
| Belgian Audi Club WRT   | Audi R8 LMS ultra            | 6   | Filipe Albuquerque    | 6              |
| Belgian Audi Club WRT   | Audi R8 LMS ultra            | 6   | Oliver Jarvis         | 6              |
| Audi Sport Team Phoenix | Audi R8 LMS ultra            | 6   | Marcel Fässler        | 4              |
| Audi Sport Team Phoenix | Audi R8 LMS ultra            | 6   | André Lotterer        | 4              |
| Audi Sport Team Phoenix | Audi R8 LMS ultra            | 6   | Tom Kristensen        | 4              |
| Audi Sport Team Phoenix | Audi R8 LMS ultra            | 16  | Andrea Piccini        | 4              |
| Audi Sport Team Phoenix | Audi R8 LMS ultra            | 16  | René Rast             | 4              |
| Audi Sport Team Phoenix | Audi R8 LMS ultra            | 16  | Frank Stippler        | 4              |
| Audi Sport Team Phoenix | Audi R8 LMS ultra            | 13  | Harold Primat         | 5              |
| Audi Sport Team Phoenix | Audi R8 LMS ultra            | 13  | René Rast             | 5              |
| Audi Sport Team Phoenix | Audi R8 LMS ultra            | 13  | Luca Ludwig           | 5              |
| KRK Racing              | Mercedes-Benz SLS AMG GT3    | 13  | Karl Wendlinger       | 1, 2           |
| KRK Racing              | Mercedes-Benz SLS AMG GT3    | 13  | Koen Wauters          | 1, 2           |
| KRK Racing              | Mercedes-Benz SLS AMG GT3    | 13  | Anthony Kumpen        | 1, 2           |
| Marc VDS Racing Team    | BMW Z4 GT3                   | 3   | Bas Leinders          | alle           |
| Marc VDS Racing Team    | BMW Z4 GT3                   | 3   | Maxime Martin         | alle           |
| Marc VDS Racing Team    | BMW Z4 GT3                   | 3   | Markus Palttala       | alle           |
| Marc VDS Racing Team    | BMW Z4 GT3                   | 4   | Henri Moser           | alle           |
| Marc VDS Racing Team    | BMW Z4 GT3                   | 4   | Bert Longin           | alle           |
| Marc VDS Racing Team    | BMW Z4 GT3                   | 4   | Mike Hezemans         | 1–5            |
| Marc VDS Racing Team    | BMW Z4 GT3                   | 4   | Nick Catsburg         | 6              |
| Boutsen Ginion Racing   | McLaren MP4-12C GT3          | 5   | Nico Verdonck         | 1–3, 5, 6      |
| Boutsen Ginion Racing   | McLaren MP4-12C GT3          | 5   | Jack Clarke           | 1–3            |
| Boutsen Ginion Racing   | McLaren MP4-12C GT3          | 5   | Edouard Mondron       | 1–3            |
| Boutsen Ginion Racing   | McLaren MP4-12C GT3          | 5   | Seiji Ara             | 5              |
| Boutsen Ginion Racing   | McLaren MP4-12C GT3          | 5   | Marino Franchitti     | 5              |
| Boutsen Ginion Racing   | McLaren MP4-12C GT3          | 5   | Andy Souček           | 6              |
| Boutsen Ginion Racing   | McLaren MP4-12C GT3          | 5   | Zoël Amberg           | 6              |
| Hexis Racing            | McLaren MP4-12C GT3          | 7   | Frédéric Makowiecki   | 6              |
| Hexis Racing            | McLaren MP4-12C GT3          | 7   | Stef Dusseldorp       | 6              |
| Hexis Racing            | McLaren MP4-12C GT3          | 7   | Álvaro Parente        | 6              |
| Gulf Racing UK          | McLaren MP4-12C GT3          | 9   | Rob Bell              | 4              |
| Gulf Racing UK          | McLaren MP4-12C GT3          | 9   | Andy Meyrick          | 4              |
| Gulf Racing UK          | McLaren MP4-12C GT3          | 9   | Michael Wainwright    | 4              |
| Gulf Racing UK          | McLaren MP4-12C GT3          | 69  | Jamie Campbell-Walter | 4              |
| Gulf Racing UK          | McLaren MP4-12C GT3          | 69  | Stuart Hall           | 4              |
| Gulf Racing UK          | McLaren MP4-12C GT3          | 69  | Roald Goethe          | 4              |
| Black Falcon            | Mercedes-Benz SLS AMG GT3    | 18  | Jeroen Bleekemolen    | 5, 6           |
| Black Falcon            | Mercedes-Benz SLS AMG GT3    | 18  | Franky Cheng          | 5, 6           |
| Black Falcon            | Mercedes-Benz SLS AMG GT3    | 18  | Mike Parisy           | 5              |
| Black Falcon            | Mercedes-Benz SLS AMG GT3    | 18  | Dominik Baumann       | 6              |
| United Autosports       | McLaren MP4-12C GT3          | 22  | David Brabham         | 1–3            |
| United Autosports       | McLaren MP4-12C GT3          | 22  | Álvaro Parente        | 1–3            |
| United Autosports       | McLaren MP4-12C GT3          | 22  | Matt Bell             | 1–3            |
| Blancpain Reiter        | Lamborghini Gallardo LP600+  | 24  | Peter Kox             | 6              |
| Blancpain Reiter        | Lamborghini Gallardo LP600+  | 24  | Jos Menten            | 6              |
| Blancpain Reiter        | Lamborghini Gallardo LP600+  | 24  | Štefan Rosina         | 6              |
| DB Motorsport           | BMW Z4 GT3                   | 36  | Jeffrey Van Hooydonk  | 1–4            |
| DB Motorsport           | BMW Z4 GT3                   | 36  | Stéphane Lémeret      | 1–4            |
| DB Motorsport           | BMW Z4 GT3                   | 36  | Jeroen den Boer       | 1–4            |
| Saintéloc Racing        | Audi R8 LMS ultra            | 40  | Filipe Albuquerque    | 4              |
| Saintéloc Racing        | Audi R8 LMS ultra            | 40  | Grégory Guilvert      | 4–6            |
| Saintéloc Racing        | Audi R8 LMS ultra            | 40  | Dino Lunardi          | 4–6            |
| Saintéloc Racing        | Audi R8 LMS ultra            | 40  | Jonathan Hirschi      | 5              |
| Lapidus Racing          | McLaren MP4-12C GT3          | 62  | Tim Mullen            | 3              |
| Lapidus Racing          | McLaren MP4-12C GT3          | 62  | Phil Quaife           | 3              |
| Lapidus Racing          | McLaren MP4-12C GT3          | 62  | Klaas Hummel          | 3              |
| Vita4One Racing Team    | BMW Z4 GT3                   | 66  | Gregory Franchi       | alle           |
| Vita4One Racing Team    | BMW Z4 GT3                   | 66  | Frank Kechele         | alle           |
| Vita4One Racing Team    | BMW Z4 GT3                   | 66  | Yelmer Buurman        | 1              |
| Vita4One Racing Team    | BMW Z4 GT3                   | 66  | Adam Carroll          | 2              |
| Vita4One Racing Team    | BMW Z4 GT3                   | 66  | Mathias Lauda         | 3–6            |
| Kessel Racing           | Ferrari 458 Italia GT3       | 71  | Davide Rigon          | alle           |
| Kessel Racing           | Ferrari 458 Italia GT3       | 71  | Daniel Zampieri       | alle           |
| Kessel Racing           | Ferrari 458 Italia GT3       | 71  | Stefano Gattuso       | alle           |
| Prospeed Competition    | Porsche 997 GT3-R            | 75  | Marc Goossens         | alle           |
| Prospeed Competition    | Porsche 997 GT3-R            | 75  | Xavier Maassen        | alle           |
| Prospeed Competition    | Porsche 997 GT3-R            | 75  | Marc Hennerici        | alle           |
| Emil Frey Racing        | Jaguar XK Emil Frey G3       | 80  | Fredy Barth           | 2, 3, 6        |
| Emil Frey Racing        | Jaguar XK Emil Frey G3       | 80  | Gabriele Gardel       | 2, 3, 6        |
| Emil Frey Racing        | Jaguar XK Emil Frey G3       | 80  | Lorenz Frey           | 2, 3, 6        |
| SMG Challenge           | Porsche 997 GT3-R            | 83  | Olivier Pla           | 1, 3–5         |
| SMG Challenge           | Porsche 997 GT3-R            | 83  | Eric Clément          | 1, 3–5         |
| SMG Challenge           | Porsche 997 GT3-R            | 83  | Philippe Gache        | 1, 3, 4        |
| SMG Challenge           | Porsche 997 GT3-R            | 83  | Nicolas Armindo       | 5              |
| GPR Racing              | Aston Martin V12 Vantage GT3 | 89  | Tim Verbergt          | 5              |
| GPR Racing              | Aston Martin V12 Vantage GT3 | 89  | Damien Dupont         | 5              |
| GPR Racing              | Aston Martin V12 Vantage GT3 | 89  | Ronnie Latinne        | 5              |

### GT3-Pro-Am-Starterfeld
| Team                          | Fahrzeug                     | Nr. | Fahrer                     | Rennwochenende |
| ----------------------------- | ---------------------------- | --- | -------------------------- | -------------- |
| Boutsen Ginion Racing         | McLaren MP4-12C GT3          | 5   | Jack Clarke                | 4              |
| Boutsen Ginion Racing         | McLaren MP4-12C GT3          | 5   | Nico Verdonck              | 4              |
| Boutsen Ginion Racing         | McLaren MP4-12C GT3          | 5   | Eric van de Poele          | 4              |
| Boutsen Ginion Racing         | McLaren MP4-12C GT3          | 5   | Edouard Mondron            | 4              |
| Boutsen Ginion Racing         | McLaren MP4-12C GT3          | 15  | Massimo Vagliani           | 4              |
| Boutsen Ginion Racing         | McLaren MP4-12C GT3          | 15  | Sarah Bovy                 | 4              |
| Boutsen Ginion Racing         | McLaren MP4-12C GT3          | 15  | Marlène Broggi             | 4              |
| Boutsen Ginion Racing         | McLaren MP4-12C GT3          | 15  | Jérôme Thiry               | 4–6            |
| Boutsen Ginion Racing         | McLaren MP4-12C GT3          | 15  | Edouard Mondron            | 5, 6           |
| Boutsen Ginion Racing         | McLaren MP4-12C GT3          | 15  | Fabien Thuner              | 6              |
| ARC Bratislava                | Porsche 997 GT3-R            | 7   | Miro Konôpka               | 1–4            |
| ARC Bratislava                | Porsche 997 GT3-R            | 7   | Zdeno Mikulasko            | 1–4            |
| ARC Bratislava                | Porsche 997 GT3-R            | 7   | Stefano Crotti             | 1–4            |
| ARC Bratislava                | Porsche 997 GT3-R            | 7   | Christoff Corten           | 4              |
| Haribo Racing Team            | Porsche 997 GT3-R            | 8   | Mike Stursberg             | 1, 3–5         |
| Haribo Racing Team            | Porsche 997 GT3-R            | 8   | Hans Guido Riegel          | 1, 3–5         |
| Haribo Racing Team            | Porsche 997 GT3-R            | 8   | Richard Westbrook          | 1, 5           |
| Haribo Racing Team            | Porsche 997 GT3-R            | 8   | Christian Menzel           | 3, 4           |
| Haribo Racing Team            | Porsche 997 GT3-R            | 8   | Uwe Alzen                  | 4              |
| Gulf Racing UK                | McLaren MP4-12C GT3          | 9   | Rob Bell                   | 1–3, 5, 6      |
| Gulf Racing UK                | McLaren MP4-12C GT3          | 9   | Michael Wainwright         | 1–3, 5, 6      |
| Gulf Racing UK                | McLaren MP4-12C GT3          | 69  | Roald Goethe               | 1–3, 5         |
| Gulf Racing UK                | McLaren MP4-12C GT3          | 69  | Stuart Hall                | 1, 3, 5        |
| Gulf Racing UK                | McLaren MP4-12C GT3          | 69  | Jamie Campbell-Walter      | 2              |
| SOFREV Auto Sport Promotion   | Ferrari 458 Italia GT3       | 10  | Jérôme Policand            | 1–3, 5, 6      |
| SOFREV Auto Sport Promotion   | Ferrari 458 Italia GT3       | 10  | Gabriel Balthazard         | 1–3, 5, 6      |
| SOFREV Auto Sport Promotion   | Ferrari 458 Italia GT3       | 10  | Mike Savary                | 1, 3           |
| SOFREV Auto Sport Promotion   | Ferrari 458 Italia GT3       | 10  | Maurice Ricci              | 2, 5–6         |
| SOFREV Auto Sport Promotion   | Ferrari 458 Italia GT3       | 10  | Olivier Panis              | 4              |
| SOFREV Auto Sport Promotion   | Ferrari 458 Italia GT3       | 10  | Fabien Barthez             | 4              |
| SOFREV Auto Sport Promotion   | Ferrari 458 Italia GT3       | 10  | Morgan Moulin Traffort     | 4              |
| SOFREV Auto Sport Promotion   | Ferrari 458 Italia GT3       | 10  | Eric Debard                | 4              |
| SOFREV Auto Sport Promotion   | Ferrari 458 Italia GT3       | 20  | Patrice Goueslard          | alle           |
| SOFREV Auto Sport Promotion   | Ferrari 458 Italia GT3       | 20  | Ludovic Badey              | alle           |
| SOFREV Auto Sport Promotion   | Ferrari 458 Italia GT3       | 20  | Jean-Luc Beaubélique       | alle           |
| SOFREV Auto Sport Promotion   | Ferrari 458 Italia GT3       | 20  | Tristan Vautier            | 4              |
| Ruffier Racing                | Porsche 997 GT3-R            | 11  | Jean-Claude Lagniez        | 1–3            |
| Ruffier Racing                | Porsche 997 GT3-R            | 11  | Xavier Pompidou            | 1, 2           |
| Ruffier Racing                | Porsche 997 GT3-R            | 11  | Gabriel Abergel            | 1, 2           |
| Ruffier Racing                | Porsche 997 GT3-R            | 11  | Mike Parisy                | 3              |
| Ruffier Racing                | Porsche 997 GT3-R            | 11  | Laurent Pasquali           | 3              |
| Sport Garage                  | Ferrari 458 Italia GT3       | 11  | Gilles Duqueine            | 4              |
| Sport Garage                  | Ferrari 458 Italia GT3       | 11  | Eric Vaissière             | 4              |
| Sport Garage                  | Ferrari 458 Italia GT3       | 11  | André-Alain Corbel         | 4              |
| Sport Garage                  | Ferrari 458 Italia GT3       | 11  | Christian Beroujon         | 4              |
| Sport Garage                  | Ferrari 458 Italia GT3       | 42  | Kevin Despinasse           | alle           |
| Sport Garage                  | Ferrari 458 Italia GT3       | 42  | Emmet O'Brien              | 1–3, 5, 6      |
| Sport Garage                  | Ferrari 458 Italia GT3       | 42  | Arno Santamato             | 1–3, 6         |
| Sport Garage                  | Ferrari 458 Italia GT3       | 42  | Lionel Comole              | 4              |
| Sport Garage                  | Ferrari 458 Italia GT3       | 42  | Romain Brandela            | 4              |
| Sport Garage                  | Ferrari 458 Italia GT3       | 42  | Michaël Petit              | 4              |
| Sport Garage                  | Ferrari 458 Italia GT3       | 42  | Paul Lanchere              | 5              |
| ART Grand Prix                | McLaren MP4-12C GT3          | 12  | Duncan Tappy               | alle           |
| ART Grand Prix                | McLaren MP4-12C GT3          | 12  | Grégoire Demoustier        | alle           |
| ART Grand Prix                | McLaren MP4-12C GT3          | 12  | Mike Parisy                | 4              |
| ART Grand Prix                | McLaren MP4-12C GT3          | 12  | Ulric Amado                | 4              |
| KRK Racing                    | Mercedes-Benz SLS AMG GT3    | 14  | Raf Vanthoor               | 1–4            |
| KRK Racing                    | Mercedes-Benz SLS AMG GT3    | 14  | Dennis Retera              | 1–4            |
| KRK Racing                    | Mercedes-Benz SLS AMG GT3    | 14  | Marius Ritskes             | 1, 2           |
| KRK Racing                    | Mercedes-Benz SLS AMG GT3    | 14  | Koen Wauters               | 3, 4           |
| KRK Racing                    | Mercedes-Benz SLS AMG GT3    | 14  | Anthony Kumpen             | 4              |
| Insight Racing                | Ferrari 458 Italia GT3       | 17  | Martin Jensen              | alle           |
| Insight Racing                | Ferrari 458 Italia GT3       | 17  | Dennis Andersen            | alle           |
| Insight Racing                | Ferrari 458 Italia GT3       | 17  | Iain Dockerill             | 4              |
| Black Falcon                  | Mercedes-Benz SLS AMG GT3    | 18  | Bret Curtis                | 1–4            |
| Black Falcon                  | Mercedes-Benz SLS AMG GT3    | 18  | Steve Jans                 | 1–4            |
| Black Falcon                  | Mercedes-Benz SLS AMG GT3    | 18  | Sean Edwards               | 1              |
| Black Falcon                  | Mercedes-Benz SLS AMG GT3    | 18  | Mike Parisy                | 2              |
| Black Falcon                  | Mercedes-Benz SLS AMG GT3    | 18  | Jeroen Bleekemolen         | 3, 4           |
| Black Falcon                  | Mercedes-Benz SLS AMG GT3    | 18  | Franky Cheng               | 4              |
| Black Falcon                  | Mercedes-Benz SLS AMG GT3    | 19  | Oliver Morley              | alle           |
| Black Falcon                  | Mercedes-Benz SLS AMG GT3    | 19  | Riccardo Brutschin         | 1–3            |
| Black Falcon                  | Mercedes-Benz SLS AMG GT3    | 19  | Jérôme Thiry               | 1, 2           |
| Black Falcon                  | Mercedes-Benz SLS AMG GT3    | 19  | Manuel Metzger             | 3, 4           |
| Black Falcon                  | Mercedes-Benz SLS AMG GT3    | 19  | Kenneth Heyer              | 4              |
| Black Falcon                  | Mercedes-Benz SLS AMG GT3    | 19  | Stephan Rösler             | 4              |
| Black Falcon                  | Mercedes-Benz SLS AMG GT3    | 19  | Sean Edwards               | 5, 6           |
| Black Falcon                  | Mercedes-Benz SLS AMG GT3    | 19  | Steve Jans                 | 5, 6           |
| MTECH                         | Ferrari 458 Italia GT3       | 21  | Matt Griffin               | 1–5            |
| MTECH                         | Ferrari 458 Italia GT3       | 21  | Duncan Cameron             | 1–5            |
| MTECH                         | Ferrari 458 Italia GT3       | 21  | Mike Edmonds               | 2–4            |
| MTECH                         | Ferrari 458 Italia GT3       | 21  | Niki Cadei                 | 4              |
| United Autosports             | McLaren MP4-12C GT3          | 23  | Mark Blundell              | 1–3            |
| United Autosports             | McLaren MP4-12C GT3          | 23  | Mark Patterson             | 1–3            |
| United Autosports             | McLaren MP4-12C GT3          | 23  | Zak Brown                  | 1–3            |
| United Autosports             | Audi R8 LMS ultra            | 23  | Mark Blundell              | 4              |
| United Autosports             | Audi R8 LMS ultra            | 23  | Mark Patterson             | 4              |
| United Autosports             | Audi R8 LMS ultra            | 23  | Alain Li                   | 4              |
| United Autosports             | Audi R8 LMS ultra            | 23  | Richard Meins              | 4              |
| Blancpain Reiter              | Lamborghini Gallardo LP600+  | 24  | Peter Kox                  | 2–5            |
| Blancpain Reiter              | Lamborghini Gallardo LP600+  | 24  | Marc A. Hayek              | 2–5            |
| Blancpain Reiter              | Lamborghini Gallardo LP600+  | 24  | Jos Menten                 | 4              |
| Blancpain Reiter              | Lamborghini Gallardo LP600+  | 24  | Albert von Thurn und Taxis | 4              |
| ROAL Motorsport               | BMW Z4 GT3                   | 29  | Tom Coronel                | 4              |
| ROAL Motorsport               | BMW Z4 GT3                   | 29  | Edoardo Liberati           | 4              |
| ROAL Motorsport               | BMW Z4 GT3                   | 29  | Michela Cerruti            | 4              |
| ROAL Motorsport               | BMW Z4 GT3                   | 29  | Stefano Colombo            | 4              |
| GT3 Racing                    | Audi R8 LMS                  | 30  | Craig Wilkins              | alle           |
| GT3 Racing                    | Audi R8 LMS                  | 30  | Peter Belshaw              | 1–5            |
| GT3 Racing                    | Audi R8 LMS                  | 30  | Aaron Scott                | 1–4, 6         |
| GT3 Racing                    | Audi R8 LMS                  | 30  | Phil Keen                  | 4              |
| GT3 Racing                    | Audi R8 LMS                  | 30  | Adam Christodoulou         | 5              |
| Pro GT by Alméras             | Porsche 997 GT3-R            | 33  | Antoine Leclerc            | alle           |
| Pro GT by Alméras             | Porsche 997 GT3-R            | 33  | Eric Dermont               | alle           |
| Pro GT by Alméras             | Porsche 997 GT3-R            | 33  | David Tuchbant             | alle           |
| Pro GT by Alméras             | Porsche 997 GT3-R            | 33  | Franck Perera              | 4              |
| Pro GT by Alméras             | Porsche 997 GT3-R            | 34  | Anthony Beltoise           | alle           |
| Pro GT by Alméras             | Porsche 997 GT3-R            | 34  | Henry Hassid               | alle           |
| Pro GT by Alméras             | Porsche 997 GT3-R            | 34  | Roland Bervillé            | 1–4, 6         |
| Pro GT by Alméras             | Porsche 997 GT3-R            | 34  | Nicolas Armindo            | 4              |
| GT Academy Team RJN           | Nissan GT-R Nismo GT3        | 35  | Alex Buncombe              | 1–4            |
| GT Academy Team RJN           | Nissan GT-R Nismo GT3        | 35  | Jann Mardenborough         | 1–4            |
| GT Academy Team RJN           | Nissan GT-R Nismo GT3        | 35  | Chris Ward                 | 1–4            |
| GT Academy Team RJN           | Nissan GT-R Nismo GT3        | 35  | Lucas Ordoñez              | 4              |
| DB Motorsport                 | BMW Z4 GT3                   | 36  | Jeroen den Boer            | 5, 6           |
| DB Motorsport                 | BMW Z4 GT3                   | 36  | Nico Bastian               | 5              |
| DB Motorsport                 | BMW Z4 GT3                   | 36  | Alessandro Garofano        | 5              |
| DB Motorsport                 | BMW Z4 GT3                   | 36  | Michael Mallock            | 6              |
| DB Motorsport                 | BMW Z4 GT3                   | 36  | Nikolaus Mayr-Melnhof      | 6              |
| DB Motorsport                 | BMW Z4 GT3                   | 37  | Simon Knap                 | alle           |
| DB Motorsport                 | BMW Z4 GT3                   | 37  | Jochen Habets              | alle           |
| DB Motorsport                 | BMW Z4 GT3                   | 37  | Andrew Danyliw             | alle           |
| DB Motorsport                 | BMW Z4 GT3                   | 37  | Leon Rijnbeek              | 4              |
| Scuderia Vittoria             | Ferrari 458 Italia GT3       | 38  | Alessandro Bonetti         | 1, 2           |
| Scuderia Vittoria             | Ferrari 458 Italia GT3       | 38  | Jay Palmer                 | 1, 2           |
| Scuderia Vittoria             | Ferrari 458 Italia GT3       | 38  | Michael Lyons              | 1              |
| Scuderia Vittoria             | Ferrari 458 Italia GT3       | 38  | David McDonald             | 2, 6           |
| Scuderia Vittoria             | Ferrari 458 Italia GT3       | 38  | Jody Fannin                | 6              |
| Scuderia Vittoria             | Ferrari 458 Italia GT3       | 38  | Danny Candia               | 6              |
| Saintéloc Racing              | Audi R8 LMS ultra            | 40  | David Hallyday             | 1–3            |
| Saintéloc Racing              | Audi R8 LMS ultra            | 40  | Jérôme Demay               | 1–3            |
| Saintéloc Racing              | Audi R8 LMS ultra            | 40  | Grégory Guilvert           | 1–3            |
| Saintéloc Racing              | Audi R8 LMS ultra            | 43  | Dino Lunardi               | 3              |
| Saintéloc Racing              | Audi R8 LMS ultra            | 43  | Marc Sourd                 | 3              |
| Saintéloc Racing              | Audi R8 LMS ultra            | 43  | Patrice Madeleine          | 3              |
| Saintéloc Racing              | Audi R8 LMS ultra            | 43  | Adrien Tambay              | 6              |
| Saintéloc Racing              | Audi R8 LMS ultra            | 43  | Jérôme Demay               | 6              |
| Saintéloc Racing              | Audi R8 LMS ultra            | 43  | Jean-Marc Quintois         | 6              |
| Kessel Racing                 | Ferrari 458 Italia GT3       | 46  | Valentino Rossi            | 1, 5           |
| Kessel Racing                 | Ferrari 458 Italia GT3       | 46  | Alessio Salucci            | 1, 5           |
| Kessel Racing                 | Ferrari 458 Italia GT3       | 46  | Andrea Ceccato             | 5              |
| Kessel Racing                 | Ferrari 458 Italia GT3       | 72  | Gino Forgione              | 1–3            |
| Kessel Racing                 | Ferrari 458 Italia GT3       | 72  | Maurice Basso              | 1              |
| Kessel Racing                 | Ferrari 458 Italia GT3       | 72  | Max Mugelli                | 1              |
| Kessel Racing                 | Ferrari 458 Italia GT3       | 72  | Claude-Yves Gosselin       | 2–5            |
| Kessel Racing                 | Ferrari 458 Italia GT3       | 72  | Marc Rostan                | 2, 4, 5        |
| Kessel Racing                 | Ferrari 458 Italia GT3       | 72  | Mathias Beche              | 3              |
| Kessel Racing                 | Ferrari 458 Italia GT3       | 72  | Pierre Bruneau             | 4, 5           |
| Kessel Racing                 | Ferrari 458 Italia GT3       | 72  | Lorenzo Bontempelli        | 4              |
| ASM Team                      | McLaren MP4-12C GT3          | 47  | Karim Ojjeh                | 1, 2, 4        |
| ASM Team                      | McLaren MP4-12C GT3          | 47  | Ricardo Bravo              | 1, 2, 4        |
| ASM Team                      | McLaren MP4-12C GT3          | 47  | Lourenço Beirão da Veiga   | 1              |
| ASM Team                      | McLaren MP4-12C GT3          | 47  | Pedro Lamy                 | 4              |
| ASM Team                      | McLaren MP4-12C GT3          | 47  | Luis Silva                 | 4              |
| AF Corse                      | Ferrari 458 Italia GT3       | 49  | Yannick Mallégol           | alle           |
| AF Corse                      | Ferrari 458 Italia GT3       | 49  | Howard Blank               | alle           |
| AF Corse                      | Ferrari 458 Italia GT3       | 49  | Jean-Marc Bachelier        | alle           |
| AF Corse                      | Ferrari 458 Italia GT3       | 49  | François Perrodo           | 4              |
| AF Corse                      | Ferrari 458 Italia GT3       | 50  | Jack Gerber                | alle           |
| AF Corse                      | Ferrari 458 Italia GT3       | 50  | Marco Cioci                | 1, 3–6         |
| AF Corse                      | Ferrari 458 Italia GT3       | 50  | Raffaele Giammaria         | 2, 4           |
| AF Corse                      | Ferrari 458 Italia GT3       | 50  | Enzo Ide                   | 4, 5           |
| AF Corse                      | Ferrari 458 Italia GT3       | 51  | Giuseppe Cirò              | alle           |
| AF Corse                      | Ferrari 458 Italia GT3       | 51  | Daniel Brown               | alle           |
| AF Corse                      | Ferrari 458 Italia GT3       | 51  | Gaetano Ardagna Perez      | alle           |
| AF Corse                      | Ferrari 458 Italia GT3       | 51  | Toni Vilander              | 4              |
| AF Corse                      | Ferrari 458 Italia GT3       | 52  | Niek Hommerson             | alle           |
| AF Corse                      | Ferrari 458 Italia GT3       | 52  | Louis Machiels             | alle           |
| AF Corse                      | Ferrari 458 Italia GT3       | 52  | Andrea Bertolini           | 1, 3–5         |
| AF Corse                      | Ferrari 458 Italia GT3       | 52  | Maurizio Mediani           | 2              |
| AF Corse                      | Ferrari 458 Italia GT3       | 52  | Alessandro Pier Guidi      | 4, 6           |
| Vita4One Team Italy           | Ferrari 458 Italia GT3       | 57  | Giacomo Petrobelli         | alle           |
| Vita4One Team Italy           | Ferrari 458 Italia GT3       | 57  | Eugenio Amos               | alle           |
| Vita4One Team Italy           | Ferrari 458 Italia GT3       | 57  | Alessandro Bonacini        | alle           |
| Vita4One Team Italy           | Ferrari 458 Italia GT3       | 57  | Jonathan Hirschi           | 4              |
| Vita4One Team Italy           | Ferrari 458 Italia GT3       | 59  | Andrea Ceccato             | 2, 4           |
| Vita4One Team Italy           | Ferrari 458 Italia GT3       | 59  | Michael Lyons              | 2, 4           |
| Vita4One Team Italy           | Ferrari 458 Italia GT3       | 59  | Josh Wakefield             | 2              |
| Vita4One Team Italy           | Ferrari 458 Italia GT3       | 59  | Alessandro Bonetti         | 3, 4           |
| Vita4One Team Italy           | Ferrari 458 Italia GT3       | 59  | Andrea Barlesi             | 3              |
| Vita4One Team Italy           | Ferrari 458 Italia GT3       | 59  | Jay Palmer                 | 3              |
| Vita4One Team Italy           | Ferrari 458 Italia GT3       | 59  | Filip Salaquarda           | 4              |
| Exagon Engineering            | Porsche 997 GT3-R            | 58  | Vincent Radermecker        | 1              |
| Exagon Engineering            | Porsche 997 GT3-R            | 58  | Christian Kelders          | 1              |
| Von Ryan Racing               | McLaren MP4-12C GT3          | 60  | Stephen Jelley             | alle           |
| Von Ryan Racing               | McLaren MP4-12C GT3          | 60  | Julien Draper              | alle           |
| Von Ryan Racing               | McLaren MP4-12C GT3          | 60  | Matthew Draper             | alle           |
| Von Ryan Racing               | McLaren MP4-12C GT3          | 60  | Stef Dusseldorp            | 4              |
| Von Ryan Racing               | McLaren MP4-12C GT3          | 88  | Rob Barff                  | alle           |
| Von Ryan Racing               | McLaren MP4-12C GT3          | 88  | Leon Price                 | 1–3, 5, 6      |
| Von Ryan Racing               | McLaren MP4-12C GT3          | 88  | Jordan Grogor              | 1–3, 5, 6      |
| Von Ryan Racing               | McLaren MP4-12C GT3          | 88  | Álvaro Parente             | 4              |
| Von Ryan Racing               | McLaren MP4-12C GT3          | 88  | Chris Goodwin              | 4              |
| Von Ryan Racing               | McLaren MP4-12C GT3          | 88  | Roger Wills                | 4              |
| Lapidus Racing                | McLaren MP4-12C GT3          | 62  | Tim Mullen                 | 4              |
| Lapidus Racing                | McLaren MP4-12C GT3          | 62  | Adam Christodoulou         | 4              |
| Lapidus Racing                | McLaren MP4-12C GT3          | 62  | Phil Quaife                | 4              |
| Lapidus Racing                | McLaren MP4-12C GT3          | 62  | Klaas Hummel               | 4              |
| Black Bull Swiss Racing       | Ferrari 458 Italia GT3       | 64  | Mirko Venturi              | 1, 3           |
| Black Bull Swiss Racing       | Ferrari 458 Italia GT3       | 64  | Andrea Invernizzi          | 1, 3           |
| Black Bull Swiss Racing       | Ferrari 458 Italia GT3       | 64  | Tommaso Maino              | 1, 3           |
| Race Art                      | BMW Z4 GT3                   | 70  | Roger Grouwels             | 1–5            |
| Race Art                      | BMW Z4 GT3                   | 70  | Niels Bouwhuis             | 1, 3           |
| Race Art                      | BMW Z4 GT3                   | 70  | Phil Bastiaans             | 1              |
| Race Art                      | BMW Z4 GT3                   | 70  | Nick Catsburg              | 2–5            |
| Race Art                      | BMW Z4 GT3                   | 70  | Robert Nearn               | 2, 4           |
| Race Art                      | BMW Z4 GT3                   | 70  | Jaap van Lagen             | 4, 5           |
| Prospeed Competition          | Porsche 997 GT3-R            | 74  | Maxime Soulet              | alle           |
| Prospeed Competition          | Porsche 997 GT3-R            | 74  | Paul van Splunteren        | alle           |
| Prospeed Competition          | Porsche 997 GT3-R            | 74  | Dylan Derdaele             | alle           |
| Prospeed Competition          | Porsche 997 GT3-R            | 74  | Fred Bouvy                 | 4              |
| Ecurie Ecosse                 | BMW Z4 GT3                   | 79  | Ollie Millroy              | 1–3, 5, 6      |
| Ecurie Ecosse                 | BMW Z4 GT3                   | 79  | Joe Twyman                 | 1–3, 5, 6      |
| Ecurie Ecosse                 | BMW Z4 GT3                   | 79  | Andrew Smith               | 1, 5, 6        |
| Ecurie Ecosse                 | BMW Z4 GT3                   | 79  | Marco Attard               | 2              |
| Ecurie Ecosse                 | BMW Z4 GT3                   | 79  | Oliver Bryant              | 3              |
| Emil Frey Racing              | Jaguar XK Emil Frey G3       | 80  | Fredy Barth                | 4              |
| Emil Frey Racing              | Jaguar XK Emil Frey G3       | 80  | Gabriele Gardel            | 4              |
| Emil Frey Racing              | Jaguar XK Emil Frey G3       | 80  | Lorenz Frey                | 4              |
| Emil Frey Racing              | Jaguar XK Emil Frey G3       | 80  | Rolf Maritz                | 4              |
| GPR Racing                    | Aston Martin V12 Vantage GT3 | 89  | Bertrand Baguette          | 4              |
| GPR Racing                    | Aston Martin V12 Vantage GT3 | 89  | Tim Verbergt               | 4              |
| GPR Racing                    | Aston Martin V12 Vantage GT3 | 89  | Damien Dupont              | 4              |
| GPR Racing                    | Aston Martin V12 Vantage GT3 | 89  | Ronnie Latinne             | 4              |
| Preci-Spark                   | Mercedes-Benz SLS AMG GT3    | 90  | David Jones                | 1–5            |
| Preci-Spark                   | Mercedes-Benz SLS AMG GT3    | 90  | Godfrey Jones              | 1–5            |
| Preci-Spark                   | Mercedes-Benz SLS AMG GT3    | 90  | Mike Jordan                | 2–4            |
| Preci-Spark                   | Mercedes-Benz SLS AMG GT3    | 90  | Bernd Schneider            | 4              |
| JAS Motorsport                | McLaren MP4-12C GT3          | 91  | Akira Iida                 | 1, 3           |
| JAS Motorsport                | McLaren MP4-12C GT3          | 91  | Jun-San Chen               | 1, 3           |
| JAS Motorsport                | McLaren MP4-12C GT3          | 91  | Morris Chen                | 1, 3           |
| Beechdean-Aston Martin Racing | Aston Martin V12 Vantage GT3 | 107 | Jonathan Adam              | 4              |
| Beechdean-Aston Martin Racing | Aston Martin V12 Vantage GT3 | 107 | John Gaw                   | 4              |
| Beechdean-Aston Martin Racing | Aston Martin V12 Vantage GT3 | 107 | Andrew Howard              | 4              |
| Beechdean-Aston Martin Racing | Aston Martin V12 Vantage GT3 | 107 | Phil Dryburgh              | 4              |

### GT3-Gentlemen-Trophy-Starterfeld
| Team               | Fahrzeug                   | Nr. | Fahrer                  | Rennwochenende |
| ------------------ | -------------------------- | --- | ----------------------- | -------------- |
| First Motorsport   | Porsche 997 GT3 Cup S      | 25  | Steve Vanbellingen      | 4              |
| First Motorsport   | Porsche 997 GT3 Cup S      | 25  | Bert Redant             | 4              |
| First Motorsport   | Porsche 997 GT3 Cup S      | 25  | Armand Fumal            | 4              |
| First Motorsport   | Porsche 997 GT3 Cup S      | 25  | Johan Vanloo            | 4              |
| Ruffier Racing     | Lamborghini Gallardo LP520 | 31  | Georges Cabannes        | 1–3, 5, 6      |
| Ruffier Racing     | Lamborghini Gallardo LP520 | 31  | Romain Brandela         | 1–3            |
| Ruffier Racing     | Lamborghini Gallardo LP520 | 31  | Fabien Thuner           | 1, 2, 5        |
| Ruffier Racing     | Lamborghini Gallardo LP520 | 31  | Miki Monrás             | 3              |
| Ruffier Racing     | Lamborghini Gallardo LP520 | 31  | Fabien Michal           | 5, 6           |
| Saintéloc Racing   | Audi R8 LMS                | 41  | Pierre Hirschi          | alle           |
| Saintéloc Racing   | Audi R8 LMS                | 41  | Robert Hissom           | alle           |
| Saintéloc Racing   | Audi R8 LMS                | 41  | Marc Sourd              | 1, 2           |
| Saintéloc Racing   | Audi R8 LMS                | 41  | Philippe Marie          | 3–6            |
| Saintéloc Racing   | Audi R8 LMS                | 41  | Jérôme Demay            | 4              |
| Exagon Engineering | Porsche 997 GT3-R          | 58  | Christian Kelders       | 3–6            |
| Exagon Engineering | Porsche 997 GT3-R          | 58  | Daniel Desbruères       | 3–6            |
| Exagon Engineering | Porsche 997 GT3-R          | 58  | Jean-Luc Blanchemain    | 4              |
| Exagon Engineering | Porsche 997 GT3-R          | 58  | Pascal Muller           | 4              |
| Kessel Racing      | Ferrari 430 Scuderia       | 73  | Pablo Paladino          | 1–4            |
| Kessel Racing      | Ferrari 430 Scuderia       | 73  | Paolo Andreasi          | 1–4            |
| Kessel Racing      | Ferrari 430 Scuderia       | 73  | Beniamino Caccia        | 1–4            |
| Kessel Racing      | Ferrari 430 Scuderia       | 73  | Giacomo Piccini         | 4              |
| ALFAB Racing       | Audi R8 LMS                | 81  | Erik Behrens            | 4              |
| ALFAB Racing       | Audi R8 LMS                | 81  | Daniel Roos             | 4              |
| ALFAB Racing       | Audi R8 LMS                | 81  | Patrik Skoog            | 4              |
| ALFAB Racing       | Audi R8 LMS                | 81  | Magnus Öhman            | 4              |
| GCR Racing         | Dodge Viper CC             | 82  | Gaël Lesoudier          | 1–4            |
| GCR Racing         | Dodge Viper CC             | 82  | Gilles Vannelet         | 1–4            |
| GCR Racing         | Dodge Viper CC             | 82  | Luc Paillard            | 1–3            |
| GCR Racing         | Dodge Viper CC             | 82  | Christophe Decultot     | 4              |
| GCR Racing         | Dodge Viper CC             | 82  | Pierre Fontaine         | 4              |
| Racing Adventures  | Ford Mustang               | 85  | Benjamin Bailly         | 4              |
| Racing Adventures  | Ford Mustang               | 85  | Raphaël van der Straten | 4              |
| Racing Adventures  | Ford Mustang               | 85  | Nicolas De Crem         | 4              |
| Racing Adventures  | Ford Mustang               | 85  | José Close              | 4              |
| JB Motorsport      | Audi R8 LMS                | 98  | Jan Brunstedt           | alle           |
| JB Motorsport      | Audi R8 LMS                | 98  | Mikael Bender           | alle           |
| JB Motorsport      | Audi R8 LMS                | 98  | Jocke Mangs             | 1–4            |
| JB Motorsport      | Audi R8 LMS                | 98  | Daniel Roos             | 4–6            |

### Cup-Klasse-Starterfeld
| Team              | Fahrzeug            | Nr. | Fahrer                      | Rennwochenende |
| ----------------- | ------------------- | --- | --------------------------- | -------------- |
| Pro GT by Alméras | Porsche 997 GT3 Cup | 32  | Alain Ferté                 | 4              |
| Pro GT by Alméras | Porsche 997 GT3 Cup | 32  | Matthieu Vaxivière          | 4              |
| Pro GT by Alméras | Porsche 997 GT3 Cup | 32  | Jean-Louis Alloin           | 4              |
| Pro GT by Alméras | Porsche 997 GT3 Cup | 32  | Jérémy Alloin               | 4              |
| Race Art          | Porsche 997 GT3 Cup | 76  | Mathijs Harkema             | 4              |
| Race Art          | Porsche 997 GT3 Cup | 76  | Philippe "Brody" Broodcoren | 4              |
| Race Art          | Porsche 997 GT3 Cup | 76  | Christophe Geoffroy         | 4              |
| Race Art          | Porsche 997 GT3 Cup | 76  | Phillipe Richard            | 4              |
| RMS               | Porsche 997 GT3 Cup | 86  | Thierry Stepec              | 4              |
| RMS               | Porsche 997 GT3 Cup | 86  | Eric Mouez                  | 4              |
| RMS               | Porsche 997 GT3 Cup | 86  | David Loger                 | 4              |
| RMS               | Porsche 997 GT3 Cup | 86  | Philippe Salini             | 4              |
| RMS               | Porsche 997 GT3 Cup | 87  | Fabio Spirgi                | 4              |
| RMS               | Porsche 997 GT3 Cup | 87  | Richard Feller              | 4              |
| RMS               | Porsche 997 GT3 Cup | 87  | Olivier Baron               | 4              |
| RMS               | Porsche 997 GT3 Cup | 87  | Manuel Nicolaïdis           | 4              |
| Speedlover        | Porsche 997 GT3 Cup | 94  | Christophe Bigourie         | 4              |
| Speedlover        | Porsche 997 GT3 Cup | 94  | Raf Vleugels                | 4              |
| Speedlover        | Porsche 997 GT3 Cup | 94  | Kevin Balthazard            | 4              |

## Rennkalender und Ergebnisse
| Runde | Rennstrecke       | Datum         | Pole-Position                                      | Schnellste Runde                              | Gesamtsieger                                        | Fahrzeug            |
| ----- | ----------------- | ------------- | -------------------------------------------------- | --------------------------------------------- | --------------------------------------------------- | ------------------- |
| 1     | Monza             | 15. April     | Davide Rigon Stefano Gattuso Daniel Zampieri       | Grégory Guilvert Jérôme Demay David Hallyday  | Bas Leinders Markus Palttala Maxime Martin          | BMW Z4 GT3          |
| 2     | Silverstone       | 3. Juni       | Gregory Franchi Frank Kechele Adam Carroll         | Bert Longin Henri Moser Mike Hezemans         | Bas Leinders Markus Palttala Maxime Martin          | BMW Z4 GT3          |
| 3     | Le Castellet      | 1. Juli       | Davide Rigon Stefano Gattuso Daniel Zampieri       | Andrea Invernizzi Tommaso Maino Mirko Venturi | Christopher Haase Christopher Mies Stéphane Ortelli | Audi R8 LMS ultra   |
| 4     | Spa-Francorchamps | 29. Juli      | Gregory Franchi Mathias Lauda Frank Kechele        | Bas Leinders Markus Palttala Maxime Martin    | Frank Stippler René Rast Andrea Piccini             | Audi R8 LMS ultra   |
| 5     | Nürburgring       | 23. September | Bas Leinders Markus Palttala Maxime Martin         | René Rast                                     | Xavier Maassen Marc Hennerici Marc Goossens         | Porsche 997 GT3-R   |
| 6     | Navarra           | 14. Oktober   | Stef Dusseldorp Álvaro Parente Frédéric Makowiecki |                                               | Stef Dusseldorp Álvaro Parente Frédéric Makowiecki  | McLaren MP4-12C GT3 |

## Meisterschaftsergebnisse

### Punktesystem
Meisterschaftspunkte wurden für die ersten zehn Plätze in jedem Meisterschaftsrennen vergeben. Die Teilnehmer mussten 75 % der Renndistanz des Siegerautos absolvieren, um klassifiziert zu werden und Punkte zu sammeln. Einzelne Fahrer mussten mindestens 25 Minuten teilnehmen, um in einem Rennen Meisterschaftspunkte zu sammeln.

### 3-Stunden-Meisterschaftsrennen
| Platz  | 1. | 2. | 3. | 4. | 5. | 6. | 7. | 8. | 9. | 10. |
| Punkte | 25 | 18 | 15 | 12 | 10 | 8  | 6  | 4  | 2  | 1   |

### 24-Stunden-Rennen von Spa-Francorchamps
Punkte wurden nach sechs Stunden, nach zwölf Stunden und im Ziel vergeben.
| Platz              | 1. | 2. | 3. | 4. | 5. | 6. | 7. | 8. | 9. | 10. |
| Punkte nach 6/12 h | 12 | 9  | 7  | 6  | 5  | 4  | 3  | 2  | 1  | 0   |
| Punkte nach 24 h   | 25 | 18 | 15 | 12 | 10 | 8  | 6  | 4  | 2  | 1   |

### GT3-Pro-Fahrerwertung
Folgende Fahrer kamen in die Punktewertung.
| Platz | Fahrer                | MON | SIL | LEC | SPA | NÜR | NAV | Punkte |
| ----- | --------------------- | --- | --- | --- | --- | --- | --- | ------ |
| 1     | Christopher Mies      | 6   | 3   | 1   | 2   | 4   | 2   | 114    |
| 1     | Stéphane Ortelli      | 6   | 3   | 1   | 2   | 4   | 2   | 114    |
| 1     | Christopher Haase     | 6   | 3   | 1   | 2   | 4   | 2   | 114    |
| 2     | Markus Palttala       | 1   | 1   | 2   | 4   | DNF | 4   | 111    |
| 2     | Bas Leinders          | 1   | 1   | 2   | 4   | DNF | 4   | 111    |
| 2     | Maxime Martin         | 1   | 1   | 2   | 4   | DNF | 4   | 111    |
| 3     | Xavier Maassen        | 5   | 8   | 4   | 7   | 1   | 5   | 72     |
| 3     | Marc Goossens         | 5   | 8   | 4   | 7   | 1   | 5   | 72     |
| 3     | Marc Hennerici        | 5   | 8   | 4   | 7   | 1   | 5   | 72     |
| 4     | Andrea Piccini        |     | 2   |     | 1   |     |     | 62     |
| 5     | Edward Sandström      | 2   | 2   | DNF | 8*  | 6   | 11  | 59     |
| 5     | Laurens Vanthoor      | 2   | 2   | DNF | 8*  | 6   | 11  | 59     |
| 6     | Frank Stippler        |     |     |     | 1   |     | 3   | 59     |
| 6     | Frank Kechele         | 8   | 5   | DNF | 3   | 3   | 7   | 59     |
| 8     | Gregory Franchi       | 8   | 5   | DNF | 3   | 3   | 7   | 53     |
| 9     | René Rast             |     |     |     | 1   | 9   |     | 46     |
| 10    | Daniel Zampieri       | 4   | 6   | 3   | DNF | 12  | 6   | 45     |
| 10    | Davide Rigon          | 4   | 6   | 3   | DNF | 12  | 6   | 45     |
| 10    | Stefano Gattuso       | 4   | 6   | 3   | DNF | 12  | 6   | 45     |
| 11    | Mathias Lauda         |     |     | DNF | 3   | 3   | 7   | 45     |
| 12    | Marco Bonanomi        | 2   |     | DNF | 8*  | 6   | 11  | 41     |
| 13    | Henri Moser           | 7   | DNF | 5   | 6   | 7   | 10  | 31     |
| 13    | Álvaro Parente        | DNF | 9   | 8   |     |     | 1   | 31     |
| 13    | Bert Longin           | 7   | DNF | 5   | 6   | 7   | 10  | 31     |
| 14    | Mike Hezemans         | 7   | DNF | 5   | 6   | 7   |     | 30     |
| 15    | Stef Dusseldorp       |     |     |     |     |     | 1   | 25     |
| 15    | Frédéric Makowiecki   |     |     |     |     |     | 1   | 25     |
| 16    | Anthony Kumpen        | 3   | 7   |     |     |     |     | 21     |
| 16    | Karl Wendlinger       | 3   | 7   |     |     |     |     | 21     |
| 16    | Koen Wauters          | 3   | 7   |     |     |     |     | 21     |
| 17    | Jeffrey Van Hooydonk  | 10  | 4   | DNF | DNF |     |     | 21     |
| 17    | Stéphane Lémeret      | 10  | 4   | DNF | DNF |     |     | 21     |
| 17    | Jeroen den Boer       | 10  | 4   | DNF | DNF |     |     | 21     |
| 18    | Jeroen Bleekemolen    |     |     |     |     | 2   | DNF | 18     |
| 18    | Mike Parisy           |     |     |     |     | 2   |     | 18     |
| 18    | Franky Cheng          |     |     |     |     | 2   | DNF | 18     |
| 19    | Nico Verdonck         | DNF | 10  | 6   |     | 8   | 8   | 17     |
| 20    | Oliver Jarvis         |     |     |     |     |     | 3   | 15     |
| 20    | Filipe Albuquerque    |     |     |     | DNF |     | 3   | 15     |
| 21    | Adam Carroll          |     | 5   |     |     |     |     | 10     |
| 21    | Tom Kristensen        |     |     |     | 5   |     |     | 10     |
| 21    | André Lotterer        |     |     |     | 5   |     |     | 10     |
| 21    | Marcel Fässler        |     |     |     | 5   |     |     | 10     |
| 22    | Edouard Mondron       | DNF | 10  | 6   |     |     |     | 9      |
| 22    | Jack Clarke           | DNF | 10  | 6   |     |     |     | 9      |
| 22    | Olivier Pla           | 9   |     | 7   | DNF | 11* |     | 9      |
| 22    | Eric Clément          | 9   |     | 7   | DNF | 11* |     | 9      |
| 22    | Philippe Gache        | 9   |     | 7   | DNF |     |     | 9      |
| 23    | Matt Bell             | DNF | 9   | 8   |     |     |     | 6      |
| 23    | David Brabham         | DNF | 9   | 8   |     |     |     | 6      |
| 24    | Grégory Guilvert      |     |     |     | DNF | 5   | DNS | 5      |
| 24    | Dino Lunardi          |     |     |     | DNF | 5   | DNS | 5      |
| 25    | Yelmer Buurman        | 8   |     |     |     |     |     | 4      |
| 25    | Marino Franchitti     |     |     |     |     | 8   |     | 4      |
| 25    | Seiji Ara             |     |     |     |     | 8   |     | 4      |
| 25    | Andy Souček           |     |     |     |     |     | 8   | 4      |
| 25    | Zoël Amberg           |     |     |     |     |     | 8   | 4      |
| 26    | Gabriele Gardel       |     |     | 9   |     |     | 12  | 2      |
| 26    | Lorenz Frey           |     |     | 9   |     |     | 12  | 2      |
| 26    | Fredy Barth           |     |     | 9   |     |     | 12  | 2      |
| 26    | Luca Ludwig           |     |     |     |     | 9   |     | 2      |
| 26    | Harold Primat         |     |     |     |     | 9   |     | 2      |
| 27    | Nick Catsburg         |     |     |     |     |     | 10  | 1      |
| 27    | Andy Meyrick          |     |     |     | DNF |     |     | 1      |
| 27    | Rob Bell              |     |     |     | DNF |     |     | 1      |
| 27    | Michael Wainwright    |     |     |     | DNF |     |     | 1      |
| 28    | Klaas Hummel          |     |     | DNF |     |     |     | 0      |
| 28    | Phil Quaife           |     |     | DNF |     |     |     | 0      |
| 28    | Tim Mullen            |     |     | DNF |     |     |     | 0      |
| 28    | Stuart Hall           |     |     |     | DNF |     |     | 0      |
| 28    | Roald Goethe          |     |     |     | DNF |     |     | 0      |
| 28    | Jamie Campbell-Walter |     |     |     | DNF |     |     | 0      |
| 28    | Jonathan Hirschi      |     |     |     |     | 5   | DNS | 0      |
| 28    | Damien Dupont         |     |     |     |     | 10  |     | 0      |
| 28    | Ronnie Latinne        |     |     |     |     | 10  |     | 0      |
| 28    | Tim Verbergt          |     |     |     |     | 10  |     | 0      |
| 28    | Nicolas Armindo       |     |     |     |     | 11* |     | 0      |
| 28    | Peter Kox             |     |     |     |     |     | 9   | 0      |
| 28    | Jos Menten            |     |     |     |     |     | 9   | 0      |
| 28    | Štefan Rosina         |     |     |     |     |     | 9   | 0      |
| 28    | Dominik Baumann       |     |     |     |     |     | DNF | 0      |
| Platz | Fahrer                | MON | SIL | LEC | SPA | NÜR | NAV | Punkte |

| Legende  | Legende            | Legende                                                          |
| Farbe    | Abkürzung          | Bedeutung                                                        |
| -------- | ------------------ | ---------------------------------------------------------------- |
| Gold     | –                  | Sieg                                                             |
| Silber   | –                  | 2. Platz                                                         |
| Bronze   | –                  | 3. Platz                                                         |
| Grün     | –                  | Platzierung in den Punkten                                       |
| Blau     | –                  | Klassifiziert außerhalb der Punkteränge                          |
| Violett  | DNF                | Rennen nicht beendet (did not finish)                            |
| Violett  | NC                 | nicht klassifiziert (not classified)                             |
| Rot      | DNQ                | nicht qualifiziert (did not qualify)                             |
| Rot      | DNPQ               | in Vorqualifikation gescheitert (did not pre-qualify)            |
| Schwarz  | DSQ                | disqualifiziert (disqualified)                                   |
| Weiß     | DNS                | nicht am Start (did not start)                                   |
| Weiß     | WD                 | zurückgezogen (withdrawn)                                        |
| Hellblau | PO                 | nur am Training teilgenommen (practiced only)                    |
| Hellblau | TD                 | Freitags-Testfahrer (test driver)                                |
| ohne     | DNP                | nicht am Training teilgenommen (did not practice)                |
| ohne     | INJ                | verletzt oder krank (injured)                                    |
| ohne     | EX                 | ausgeschlossen (excluded)                                        |
| ohne     | DNA                | nicht erschienen (did not arrive)                                |
| ohne     | C                  | Rennen abgesagt (cancelled)                                      |
| ohne     | keine WM-Teilnahme |                                                                  |
| sonstige | P/fett             | Pole-Position                                                    |
| sonstige | 1/2/3/4/5/6/7/8    | Punktplatzierung im Sprint-/Qualifikationsrennen                 |
| sonstige | SR/kursiv          | Schnellste Rennrunde                                             |
| sonstige | *                  | nicht im Ziel, aufgrund der zurückgelegten Distanz aber gewertet |
| sonstige | ()                 | Streichresultate                                                 |
| sonstige | unterstrichen      | Führender in der Gesamtwertung                                   |

### GT3-Pro-Teamwertung
| Platz | Fahrer                  | MON | SIL | LEC | SPA | NÜR | NAV | Punkte |
| ----- | ----------------------- | --- | --- | --- | --- | --- | --- | ------ |
| 1     | Belgian Audi Club WRT   |     |     |     |     |     |     | 127    |
| 2     | Marc VDS Racing Team    |     |     |     |     |     |     | 122    |
| 3     | Prospeed Competition    |     |     |     |     |     |     | 80     |
| 4     | Vita4One Racing Team    |     |     |     |     |     |     | 68     |
| 5     | Kessel Racing           |     |     |     |     |     |     | 50     |
| 6     | Audi Sport Team Phoenix |     |     |     |     |     |     | 44     |
| 7     | DB Motorsport           |     |     |     |     |     |     | 30     |
| 8     | Hexis Racing            |     |     |     |     |     |     | 25     |
| 9     | Boutsen Ginion Racing   |     |     |     |     |     |     | 24     |
| 10    | KRK Racing              |     |     |     |     |     |     | 23     |
| 11    | Black Falcon            |     |     |     |     |     |     | ?      |
| 11    | SMG Challenge           |     |     |     |     |     |     | ?      |
| 11    | United Autosports       |     |     |     |     |     |     | ?      |
| 11    | Emil Frey Racing        |     |     |     |     |     |     | ?      |
| 11    | Saintéloc Racing        |     |     |     |     |     |     | ?      |
| 11    | Gulf Racing UK          |     |     |     |     |     |     | ?      |
| 11    | Lapidus Racing          |     |     |     |     |     |     | ?      |
| 11    | Blancpain Reiter        |     |     |     |     |     |     | ?      |
| 11    | GPR Racing              |     |     |     |     |     |     | ?      |